# E019 (trasa europejska)
E019 – trasa europejska łącznikowa (kategorii B), biegnąca przez Kazachstan. Długość trasy wynosi 270 km. Przebieg trasy: Petropawł - Zapandoje.